# 基昂西
西基昂（英語：Kiang West）是甘比亞下河區的6個縣之一，西基昂與中基昂及東基昂共同組成基昂地區。根據2013年的人口普查結果顯示，西基昂的總人口數為14953人。